# Alfred Schamanek
Alfred Schamanek (ukr. Альфре́д Шама́нек, niem. Alfred Šamánek, ur. 20 maja 1883 we Lwowie, zm. 1920) – ukraiński działacz wojskowy, pułkownik UHA.

## Życiorys
Lwowianin pochodzenia niemieckiego. Został zawodowym oficerem cesarskiej i królewskiej Armii. 1 września 1902 został mianowany na stopień podporucznika i wcielony do Morawskiego Pułku Piechoty Nr 99 w Znojmie–Klosterbruck. W latach 1908–1911 był słuchaczem Szkoły Wojennej w Wiedniu. 1 maja 1909 został mianowany na stopień porucznika. W 1911, po ukończeniu szkoły, otrzymał tytuł „oficer przydzielony do Sztabu Generalnego” i został przydzielony do 8 Brygady Górskiej w Fočy. Będąc słuchaczem Szkoły Wojennej i pełniąc służbę sztabową pozostawał oficerem nadetatowym Pułku Piechoty Nr 99. 1 maja 1914 został mianowany na stopień kapitana. W tym samym roku otrzymał tytuł „oficera Sztabu Generalnego” i przydział do 7 Korpusu w Temeszwarze. W czasie I wojny światowej walczył w Galicji, a następnie na froncie włoskim i Bliskim Wschodzie (Austriacki Korpus Pomocniczy w Syrii).
W listopadzie 1918, po kapitulacji armii austro-węgierskiej, powrócił do Galicji, wstąpił do UHA, od kwietnia 1919 został szefem sztabu II Korpusu UHA. Odznaczył się w ofensywie czortkowskiej i ataku na Kijów w sierpniu 1919.
Był szefem sztabu na froncie przeciwbolszewickim. Dzięki jego planom, UHA zwyciężyła Armię Czerwoną pod Winnicą (12 sierpnia 1919), Berdyczowem (19 sierpnia 1919) i Żytomierzem (21 sierpnia 1919).
Od stycznia 1920 szef sztabu CzUHA, aresztowany przez bolszewików, został zastrzelony podczas ucieczki w czasie przeprawy przez Dniestr. Pochowany we wsi Porohy koło miasta Soroki w Besarabii.

## Ordery i odznaczenia
W czasie służby w c. i k. Armii otrzymał:
- Order Korony Żelaznej 3. klasy z dekoracją wojenną i mieczami,
- Krzyż Zasługi Wojskowej 3 klasy z dekoracją wojenną i mieczami,
- Signum Laudis Srebrny Medal Zasługi Wojskowej z mieczami na wstążce Krzyża Zasługi Wojskowej,
- Signum Laudis Brązowy Medal Zasługi Wojskowej na wstążce Krzyża Zasługi Wojskowej,
- Signum Laudis Brązowy Medal Zasługi Wojskowej na czerwonej wstążce,
- Krzyż Jubileuszowy Wojskowy,
- Krzyż Pamiątkowy Mobilizacji 1912–1913[3].